# Десант в губе Большая Западная Лица (1941)
Десанты в губе Западная Лица — тактическая десантная операция, проведенная 6 июля — 2 августа 1941 года силами Северного флота и 14-й армии Северного фронта в ходе Мурманской оборонительной операции Великой Отечественной войны.

## Обстановка перед операцией
На рассвете 29 июня 1941 года на мурманском направлении перешёл в наступление немецкий горный корпус «Норвегия» (командующий генерал горных войск Эдуард Дитль) из состава армии «Норвегия» (командующий генерал-полковник Николаус фон Фалькенхорст), имевший в первом эшелоне две горно-егерские дивизии. Советские войска под натиском сил противника были вынуждены начать отход в восточном направлении. Часть войск была отрезана на полуострове Средний, где удержала оборону на рубеже горного хребта Муста-Тунтури и оборонялась более трёх лет.
Остальные войска 14-й армии (командующий генерал-лейтенант В. А. Фролов) отходили вдоль побережья Баренцева моря в направлении Полярного и Мурманска. Противник вышел к губе Большая Западная Лица и 30 июня захватил плацдарм на восточном берегу реки Западная Лица до 10 километров по фронту и 6-8 километров в глубину. Создалась реальная угроза Мурманску. Войска Северного фронта ценой огромных усилий смогли задержать немецкое наступление, но оно могло быть возобновлено в любое время. В этой критической ситуации родилась идея о проведении десантной операции на западном берегу губы.

## Десанты 6 и 7 июля
6 июля 1941 года для содействия частям 52-й стрелковой дивизии в проведении контрудара по войскам противника на занятом ими плацдарме, на южном берегу губы Западная Лица был высажен тактический десант в составе одного стрелкового батальона (529 человек) из этой дивизии. Высадка производилась десантным отрядом Северного флота (командующий вице-адмирал А. Г. Головко) из 3 сторожевых кораблей («Гроза», «Туман», № 54), 2 тральщиков, 4 сторожевых катеров и 3 катеров «малый охотник». В отряд артиллерийской поддержки входили эсминец «Куйбышев», 3 сторожевых катера, также для поддержки были выделены береговые батареи флота. Воздушное прикрытие — 12 истребителей. Командир сил высадки — командир охраны водного района главной базы Северного флота капитан 1 ранга В. И. Платонов. Командование операцией оставил за собой её инициатор командующий флотом А. Г. Головко, приняв тем самым на себя всю ответственность. Этот батальон посеял панику во вражеской обороне, уничтожил несколько позиций врага и прорвался на соединение с главными силами.
Этот десант стал первым советским морским десантом в Великой Отечественной войне.
7 июля на западном берегу губы Западная Лица в целях разведки и демонстрации крупных сил был высажен батальон пограничников (до 500 человек). Десант высажен с 2 сторожевых кораблей, 3 сторожевых катеров, 4 мотоботов. Крупные вражеские силы были переброшены к месту высадки десанта, его попытка прорыва к главным силам окончилась неудачно. В течение 9 июля десант был снят с вражеского берега кораблями флота (2 сторожевых корабля).
Решение на высадку этих двух десантов было чистой импровизацией (вся подготовка операций проводилась в течение одних суток), рассчитанной на внезапность таких действий для врага и его чувствительность к угрозе немногих коммуникаций, связывающих наступающие на Мурманск силы с базами снабжения на границе. В целом такое решение оказалось оправданным. Оба десанта сыграли положительную роль в развитии сражения и отвлекли на себя часть сил противника.

## Основной десант 14 июля — 2 августа
Используя полученный опыт, командование фронта и флота решило расширить выполняемые десантами задачи. Целью нового, третьего по счету десанта, была поставлена задача захвата и удержание плацдарма на западном берегу губы. Тем самым, создавалась бы уникальная ситуация — в нескольких километрах друг от друга на берегу одной реки, впадающей в губу, существует немецкий плацдарм на восточном берегу и советский — на западном. Возникает угроза для автомобильной дороги, по которой немцы снабжают свой плацдарм и его полной блокады, а при благоприятном развитии операции — возможность его полного уничтожения. Положение же советских войск на западном берегу является более устойчивым, так как Северный флот имеет господство на этом участке моря и может обеспечить снабжение морем и поддержку высаженных войск. Данная операция готовилась уже тщательным образом. Для поддержки действий десанта на восточном берегу губы были спешно сооружены несколько артиллерийских батарей.
14 июля силами флота на западном берегу губы Западная Лица был высажен тактический десант в составе 325-го стрелкового полка 14-й стрелковой дивизии и батальон морской пехоты (1600 человек, командир — батальонный комиссар А. А. Шакито). В отряд высадки входили 3 сторожевых корабля, 3 тральщика, 5 сторожевых катеров, в отряд артиллерийской поддержки — 1 эсминец, 1 сторожевой корабль, 4 сторожевых катера, в отряд прикрытия — 3 эсминца. Одновременно с основным десантом высадилась отвлекающая разведывательная группа в количестве 50 человек в районе мыса Пикшуев.
Десанту удалось занять довольно значительный плацдарм. Противник действительно спешно начал стягивать силу к советскому плацдарму, в том числе и с сухопутного фронта. 15 июля враг предпринял первую попытку сбросить десант в залив, но был отбит. 16 июля для усиления десанта были высажены ещё 715 морских пехотинцев. Перебрасывали подкрепления и немцы, причём ввиду ввода в бой всех своих резервов им пришлось для высвобождения сил против десанта 17 июля приостановить наступление на Мурманск. Укрепившись, бойцы вели упорную оборону, отбивая по несколько атак врага в день. Корабли флота и артиллерия оказывали артиллерийскую поддержку десанту. 18 июля противник предпринял решающую атаку на плацдарм и потеснил советские войска. Наступление немцев на Мурманск приостановилось, а 24—26 июля частям 14-й армии удалось потеснить немецкие войска.
Десант и выходящие в его поддержку суда подвергались атакам вражеской авиации, периодически гибли и получали повреждения небольшие корабли. Тем не менее снабжение десанта и переброска подкреплений не прерывались. Авиация Северного флота пыталась оказывать поддержку наземным войскам, но менее успешно.
Как подтверждает германский военный историк В. Гесс, воевавший в 1941 году офицером штаба горного корпуса «Норвегия» в чине майора, для борьбы с десантом была сформирована специальная группа численностью в 25 рот пехоты и 8 артиллерийских батарей, в помощь которой была перенацелена часть авиации.
1 августа немцы начали очередную атаку плацдарма, вновь потеснив советские войска. Уже стало очевидным, что на сухопутном фронте без дополнительных сил выбить противника за Западную Лицу не возможно. Поэтому в этот день было принято решение об эвакуации десанта. Операция была произведена 2 августа силами 15 сторожевых катеров и 9 мотоботов под прикрытием дымовой завесы. Личный состав (1300 человек), все вооружение и снаряжение, а также продовольствие и лошади переброшены на восточный берег губы Западная Лица для усиления сухопутного фронта, раненые (240 человек) доставлены в Полярный. Операция проводилась под прикрытием авиации флота. Однако когда после высадки войск на восточный берег корабли порожними возвращались в базу флота и авиационное прикрытие уже отсутствовало, вражеская авиация нанесла удар и потопила 1 сторожевой катер и 4 мотобота.

## Результаты операции
Несмотря на выявленные недостатки, в целом десантная операция была проведена успешно. Удалось отвлечь на борьбу за плацдарм крупные силы врага, заставить его остановить наступление на Мурманск, обеспечить надёжную оборону занятого плацдарма и морскую поддержку десанта.
Германские авторы практически единодушны в оценке этого десанта. По мнению бывшего генерала пехоты вермахта и военного историка В. Эрфурта, после высадки десанта у Дитля не осталось резервов и он вынужден быть просить срочной помощи у главнокомандующего финской армией фельдмаршала К. Г. Маннергейма, который отправил ему на помощь 14-й пехотный полк. Этот факт подтверждает и Курт фон Типпельскирх: «наступление было остановлено далеко от реки Западная Лица, к которой должен был выйти корпус Дитля. Русские высадились в тылу горно-стрелкового корпуса, и против них пришлось направить финский пехотный полк»
Данная операция является одной из лучших советских десантных операций первого года Великой Отечественной войны. На достаточно хорошем уровне было организовано взаимодействие десанта, флота, фронта, береговой артиллерии и авиации. Значительная численность десанта позволила ему организовать устойчивую оборону и длительное время успешно отбивать атаки противника. За беспримерные подвиги на плацдарме было присвоено звание Героев Советского Союза политруку С. Д. Василисину, старшему сержанту В. П. Кислякову и краснофлотцу И. М. Сивко (посмертно).